# Јозеф Гебелс
Паул Јозеф Гебелс (Менхенгладбах, 29. октобар 1897 — Берлин, 1. мај 1945) био је министар пропаганде у нацистичкој Немачкој од 1933. до 1945. године. Био је један од најближих сарадника Адолфа Хитлера и један од његових најоданијих следбеника.
Био је познат по свом фанатичном и енергичном беседништву и отровном антисемитизму; многи историчари га сматрају одговорним за Кристалну ноћ. Усавршио је технике „Велике лажи“ у масовној пропаганди. После Хитлерове смрти био је канцелар на један дан, пре него што је и сам извршио самоубиство.

## Младост
Гебелс је син рачуновође Фридриха Гебелса и Марије Олденхаусен Гебелс. Рођен је у Рејту (данас део Менхенгладбаха) у протестантској регији око реке Рајне, иако је његова породица била католичка.
Незгодна операција ноге у детињству је проузроковала трајни инвалидитет, због чега је одбијен као добровољац током Првог светског рата. Ипак, од јуна до октобра 1917. Гебелс је био „канцеларијски војник“ у Одељењу патриотске помоћи у његовом родном Рејту.
Пошто је одбранио докторат у области литературе и филозофије на Универзитету Хајдеберг 1921. почео је да ради као новинар, а такође се опробао као писац (једно да његових најквалитетнијих дела из тог периода је новела Мајкл).
Нацистичкој партији се придружио 1924. (иако постоје тврдње да се учланио још 1922. године). У то време Гебелс се противио Хитлеровом руководству, подржавајући леву фракцију браће Штрасер. Касније је променио мишљење, што је јасно видљиво из његовог дневника где је много пута исказао дивљење Хитлеру.
Децембра 1931. оженио се Магдом Квант, која је већ имала сина Харалда из првог брака.
По многим сведочењима, Магда је била заљубљена у Хитлера (који је био сведок на венчању Магде и Јозефа).

## Министар пропаганде
Гебелс је играо велику улогу у доласку нациста на власт и у њеном очувању, пре свега пропагандом која је представљала нацистичку идеологију Немцима у позитивном светлу. Био је антисемита, један од иницијатора „Кристалне ноћи“ 1938. и депортације Јевреја из Берлина.
Гебелс је један од пионира масовне пропаганде електронским средствима (пре свега „Народним радиом“, који је слушала велика већина Немаца). Истовремено Министарство пропаганде је кратким таласима емитовало нацистичку пропаганду широм света. Новине, књиге и филмови нису могли да се издају без одобрења Министарства пропаганде. Већина историчара га сматра зачетником многих техника модерне пропаганде.
Иако је Гебелс био разочаран 1939. године што је Немачка заратила са Уједињеним Краљевством, ипак је остао лојалан Хитлеру. Гебелсово Министарство пропаганде је контролисало све битне сегменте културе у Немачкој током Другог светског рата.
Остао је запамћен Гебелсов говор „Спортпаласт“ од 18. фебруара 1943. у коме је покушао да мотивише Немце на наставе своју борбу, иако је у том тренутку Немачка почела да губи рат. 
Гебелс је позвао на „Тотални рат“, што је значило да се од немачког народа очекују још веће жртве него до тада.

## Канцелар на један дан
Током завршних фаза рата у пролеће 1945. Хитлер је раздвојио функције Канцелара Рајха и Председника Рајха. У своме тестаменту именовао је Гебелса за Канцелара.
Убрзо после Хитлеровог самоубиства у 3.30 послеподне 30. априла 1945. Гебелс је Хитлеровој секретарици издиктирао следеће, као додатак Хитлеровом политичком тестаменту:
.
(Фирер ми је дао наредбе, да у случају слома одбране Престонице Рајха, напустим Берлин и будем водећа фигура владе коју је он именовао. Први пут у мом животу, морам да категорички одбијем Фирерову наредбу. Моја жена и моја деца се слажу са овим. У противном бих се осећао као (…) нечасни бедник остатак мога живота, изгубивши самопоштовање као и поштовање свог народа, које ми је неопходно за будућу дужност особе која управља будућношћу Немачког Народа и Немачког Рајха.)

## Самоубиство
Првог маја 1945. Гебелсова жена Магда је успавала своје шесторо деце морфијумом, а затим их отровала цијанидом.
Гебелсова деца била су:
- Хелга Сусан Гебелс,
- Хилдегард Траудел Гебелс,
- Хелмут Кристијан Гебелс,
- Хедвига Јохана Гебелс,
- Холдине Катрин Гебелс,
- Хедрун Елизабет Гебелс.

опширније Гебелсова деца
Првобитна верзија Гебелсове смрти говори да су Јозеф и Магда убијени, на свој захтев, хицима у главу од стране њихових СС телохранитеља. Друга верзија догађаја је да је Гебелс прво убио своју жену, а затим себе (како је приказано у немачком филму Хитлер последњи дани из 2004. године).
Јозефова и Магдина тела су делимично спаљена, а открили су их војници Совјетске армије другог маја. Тела њихове деце су пронађена у бункеру, у креветима у којима их је Магда и убила.
Тела Гебелсове породице, заједно са телима Хитлера и Еве Браун су тајно спаљена и покопана у Магдебургу у Немачкој. Априла 1970. сва ова тела су поново спаљена, а пепео је бачен у реку Елбу.

## Гебелсови дневници
Гебелс је водио дневник велики део свог живота. Од 1923. године до 1941. године писао га је својеручно.
Од 1941. године до 1945. године диктирао је дугачке пасусе својим помоћницима. Ти уноси су обично започињали описом војне ситуације, а затим је следео Гебелсов коментар. Диктирани дневник није толико интиман колико је био док га је писао својеручно.
За велики део Гебелсових дневника се сматрало да је изгубљен током Другог светског рата. Ипак, 1992. године Доктор Елке Фролих пронашао их је у архивама у Русији. До сада је издато 29 књига Гебелсових дневника, за шта се сматра да је 98% њиховог обима. Последња две књиге би требало да буду издате током 2006. године.